# Amelita Ward
Amelita „Lita“ Ward (* 17. Juli 1923 in Magnolia, West Virginia, Vereinigte Staaten; † 26. April 1987 in Arlington, Virginia) war eine US-amerikanische Filmschauspielerin.

## Leben und Karriere
Amelita Wards Vater Claude „Bud“ Ward war ein Produktionsleiter der NBC. Ward trat zunächst als Sängerin im Radio auf. In Harlingen, Texas, wurde sie von zwei Produzenten entdeckt, als diese Szenen vor Ort drehten.  Das führte dazu, dass Ward 1943 ihre erste Filmrolle in Aerial Gunner bekam. Es folgten mehrere Filmauftritte bis 1949. Mit ihrer Heirat im gleichen Jahr beendete sie ihre Filmkarriere.
Aus ihrer ersten Ehe mit dem Schauspieler Leo Gorcey (1917–1969) hatte Ward zwei Söhne, den späteren Schauspieler Leo Gorcey Jr. (* 1949) und Jan L. Gorcey (1951–2000). Von 1965 bis zu ihrem Tod im Jahr 1987 war sie danach mit Sidney Allen McSloy verheiratet. Sie starb im Alter von 63 Jahren in einem Hospiz in Arlington an den Folgen einer Brustkrebserkrankung. Ihre Grabstätte befindet sich auf dem Friedhof Ivy Hill in ihrem letzten Wohnort Alexandria, Virginia.

## Filmografie
- 1943: Aerial Gunner
- 1943: Clancy Street Boys
- 1943: The Sky’s the Limit
- 1943: The Falcon in Danger
- 1943: Let’s Face It
- 1943: Gangway for Tomorrow
- 1943: The Falcon and the Co–eds
- 1944: Seven Days Ashore
- 1944: Gildersleeve’s Ghost
- 1945: Rough, Though and Ready
- 1945: The Jungle Captive
- 1945: Swingin’ on a Rainbow
- 1945: Come Out Fighting
- 1945: Who’s Guilty?
- 1946: Oh, Professor Behave!
- 1946: Die besten Jahre unseres Lebens (The Best Years of Our Lives)
- 1947: When a Girl’s Beautiful
- 1948: Secretary Trouble
- 1948: Smugglers’ Cove
- 1949: Rim of the Canyon
- 1949: Sturmflug (Slattery’s Hurricane)